# Ruud Vondeling

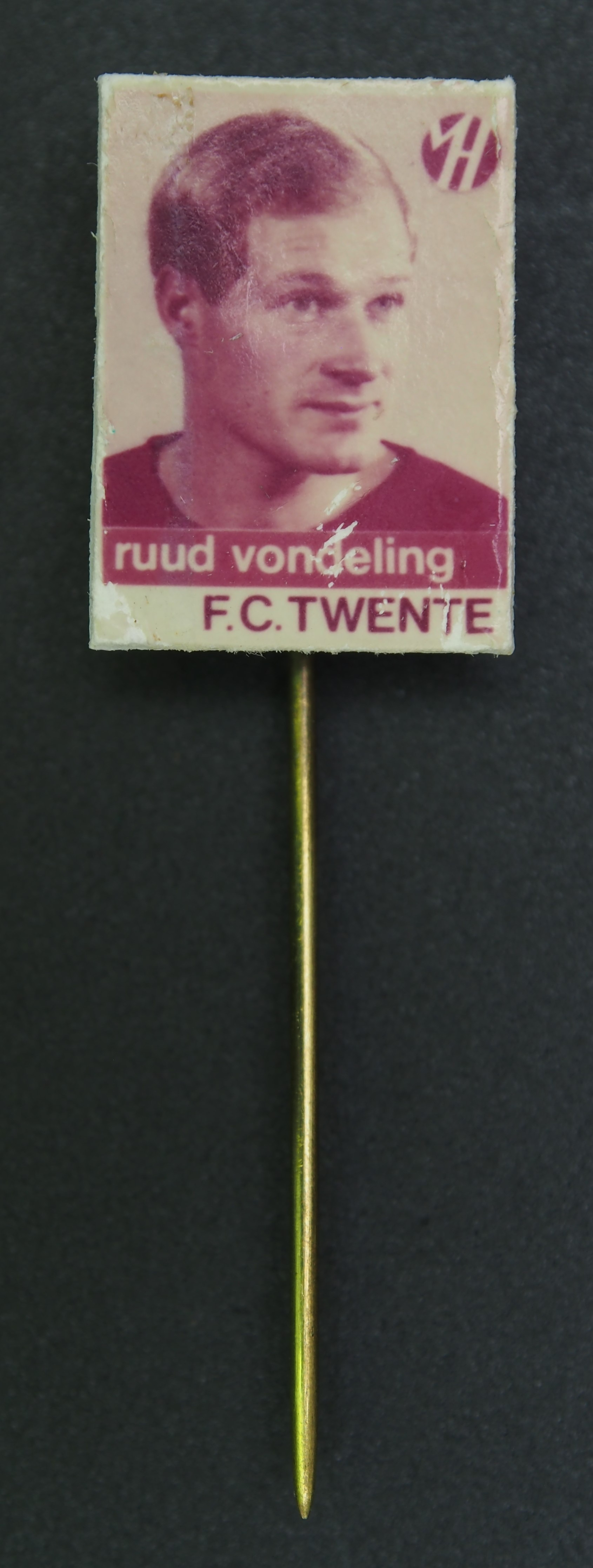
Ruud Vondeling op een voetbalspeldje

Ruud Vondeling (Enschede, 20 februari 1939) is een voormalig Nederlands voetballer.
Hij voetbalde bij het Enschedese PW en Sportclub Enschede, waarna hij een contract tekende bij de fusieclub FC Twente. Hij kwam een seizoen voor de Tukkers uit en speelde daarin 29 officiële wedstrijden.
Hij vervolgde zijn carrière bij De Graafschap.
Competitiewedstrijden:
| Seizoen | Club      | Competitieduels |
| ------- | --------- | --------------- |
| 65/66   | FC Twente | 27              |